# Europascouts - België

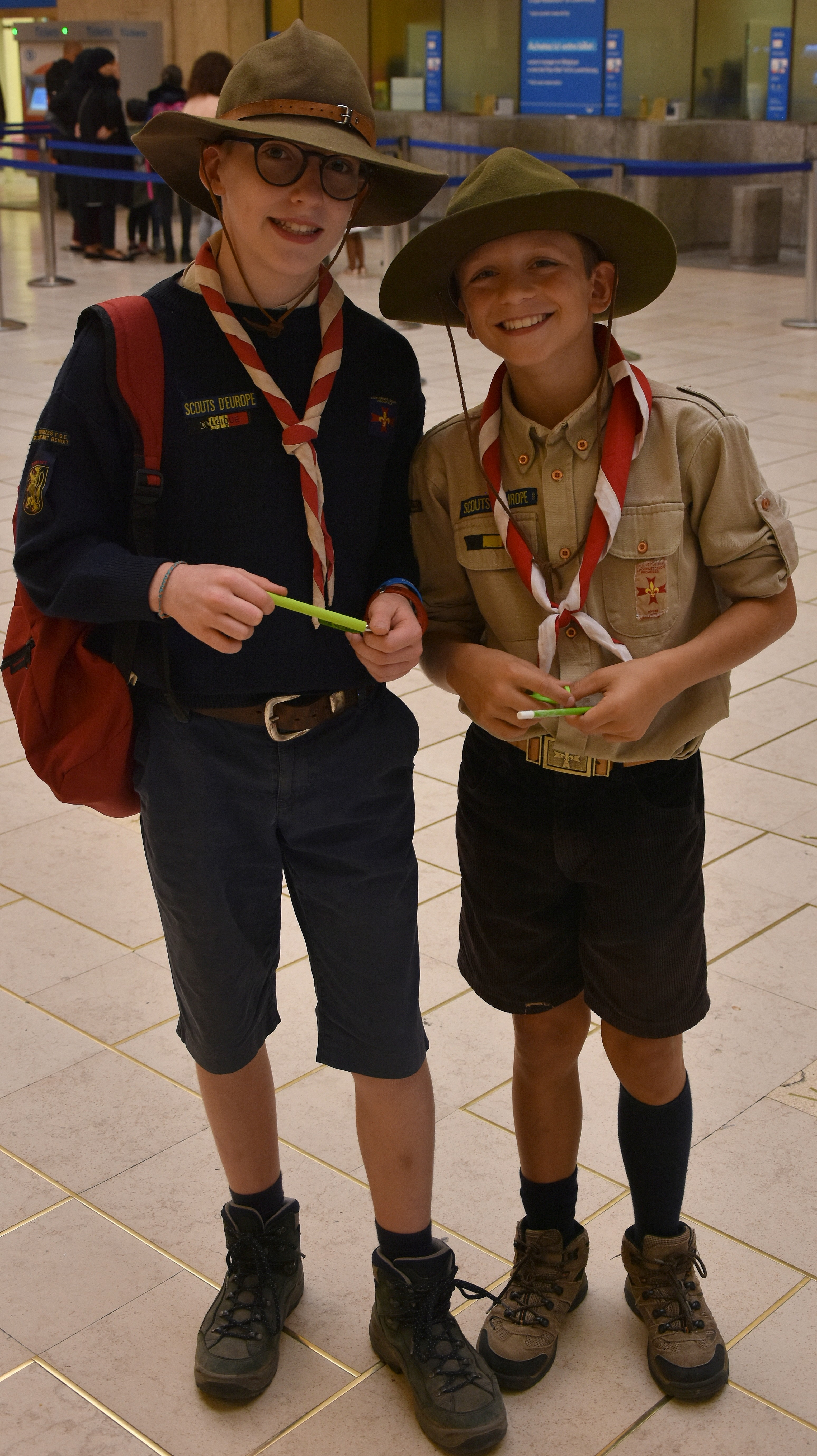
Europascouts in Station Brussel-Centraal

De Europascouts - België / Scouts d’Europe - Belgique ook wel Europascouts en Gidsen - België/Guides et Scouts d'Europe - Belgique (ESG-B FSE) is een katholieke scoutsvereniging met groepen over heel België. De organisatie is aangesloten bij de christelijke Internationale Unie van Europascouts en Gidsen.
De scoutsvereniging telt ongeveer 2000 leden verdeeld over 17 groepen waarvan 5 Nederlandstalig. De meeste groepen bestaan uit een jongens- en een meisjesgroep. Behalve voor de jongste leeftijdsgroep (de Bevers) is er steeds een aparte subgroep voor meisjes en jongens. Er zijn vier takken:
- de bevers (6-7 jaar)
- welpen en welpinnen (8-11 jaar)
- verkenners en gidsen (12-17 jaar)
- voortrekkers en voortreksters (vanaf 18 jaar)

De uniformblouse is lichtblauw, behalve voor de Verkenners en Voortrekkers. Die hebben een lichtbruine blouse.
Onder de Europascouts bestaat een aparte werking zeescouts.